# 硒化镥
硒化镥是一种无机化合物，化学式为Lu2Se3。它可由镥和硒或氧化镥和硒化氢在高温反应得到。它和硒化银的二元体系中可以形成正交晶系的AgLuSe2。它和硒化铅的二元体系中可以形成Lu2PbSe4和Lu2Pb4Se7。